# 中国地 (电视剧)
《中国地》，2011年在中国大陆播出的抗日战争题材剧，改编自赵冬苓同名小说，讲述了东北广大人群抗日救国的可歌可泣的历史事迹。

## 剧情
1931年9月18日，大日本帝国悍然发动九一八事变，开始了对中华民国的疯狂侵略战争，面对来势汹汹的关东军，张学良的东北军大败逃遁，关东军开始由城市分散到农村屠杀中国人民，大日本帝国扶持溥仪建立了满洲国，奴役中华民国国民，在奉天省和热河特别区的地线（今辽宁省朝阳市清风岭地区），朴实的农民赵天龙带领全家人口积极抗日救亡运动，并且守护家园长达14年没有被日军侵占，后加入中国共产党。

## 演员
| 演员   | 角色     | 备注                       |
| 李幼斌 | 赵天龙   | 绰号“赵老嘎”，朴实的农民。 |
| 萨日娜 | 文他娘   | 赵老嘎的妻子。             |
| 刘交心 | 王思恺   |                            |
| 李金哲 | 赵永志   |                            |
| 石天琦 | 翠翠     |                            |
| 吴楚   | 七巧     |                            |
| 王雨   | 赵永清   |                            |
| 李大强 | 杜二脑袋 |                            |
| 姚鑫   | 向明     |                            |
| 李海兵 | 森田     |                            |
| 战菁一 | 慧儿     |                            |
| 施大生 | 马应民   |                            |
| 杨怀民 | 北村次郎 |                            |
| 宋雨霏 | 秀珠     |                            |
| 徐卫   | 陈庆升   |                            |
| 一真   | 许三骨棒 |                            |
| 高亮   | 三嘎头   |                            |
| 刘佳佳 | 秀春     |                            |
| 张译文 | 二嘎头   |                            |
| 秦焰   | 二爷     |                            |

## 制作
电视剧由辽宁省委宣传部、朝阳市委、朝阳市政府、凤凰卫视电视剧中心、中视传媒股份有限公司、神州电视有限公司、辽宁广播电视台、八一电影制片厂联合摄制。 成本费总额为3600万元。

## 奖项
第十二届精神文明建设“五个一工程”优秀作品奖。
第29届中国电视剧飞天奖长篇电视剧一等奖。

## 媒体评价
《南方日报》专文『《中国地》抗战“非典型” 惨变家庭伦理剧？』批评了该剧战斗场面少家长里短多；英雄优点少缺点多；剧情煽情等。
《大连晚报》专文『《中国地》主创现身 要告诉观众中国人的血性』强调该剧的意义是唤醒中国人心中业已磨灭的“血性”和“英勇”。
《新民晚报》专文『《中国地》：大义和小民同在 缺点与可爱共存』指出该剧的中心是“义”和“情”。

## 节目变迁
| 央视一套 黄金剧场 周一到周日 20:00 - 22:00 | 央视一套 黄金剧场 周一到周日 20:00 - 22:00 | 央视一套 黄金剧场 周一到周日 20:00 - 22:00 |
| ------------------------------------------ | ------------------------------------------ | ------------------------------------------ |
|                                            | 中国地 （2011.7.23 - 2011.8.11）           |                                            |
| 革命人永远是年轻 （2011.7.5 - 2011.7.22）  | 小小飞虎队 （2011.8.11 - 2011.8.26）       |                                            |